# Coenraad Jacob Temminck
Coenraad Jacob Temminck (Amsterdam, 31 marzo 1778 – Leida, 30 gennaio 1858) è stato un ornitologo e biologo olandese.

## Biografia
Fu il primo direttore del Rijksmuseum van Natuurlijke Historie di Leida, dal 1820 fino alla sua morte. Si laureò in Scienze biologiche nel 1802 all'Università di Jena-Germania, specializzandosi in zoologia e ornitologia.
Il suo Manuel d'ornithologie, ou Tableau systematique des oiseaux qui se trouvent en Europe (1815) è stato considerato il testo di riferimento per gli uccelli europei per molti anni. Ereditò un'ampia collezione di specie di uccelli dal padre che per primo lo portò a interessarsi all'argomento. Tra le altre cose fu anche tesoriere della Compagnia Olandese delle Indie Orientali
Temminck fu anche l'autore di Histoire naturelle générale des Pigeons et des Gallinacées (1813-1817), Nouveau Recueil de Planches coloriées d'Oiseaux (1820-1839) e contribuì alla sezione sui mammiferi del trattato di Philipp Franz von Siebold Fauna Japonica (1844-1855).
Tra le specie da lui scoperte, figura lo Pteruthius flaviscapis, e, tra quelle a lui dedicate, la Macrochelys temminckii.
| Temminck è l'abbreviazione standard utilizzata per le specie animali descritte da Coenraad Jacob Temminck. Categoria:Taxa classificati da Coenraad Jacob Temminck |